# Pinguicula pumila
Pinguicula pumila är en tätörtsväxtart som beskrevs av André Michaux. Pinguicula pumila ingår i släktet tätörter, och familjen tätörtsväxter. Inga underarter finns listade i Catalogue of Life.